# جوشکاری چدن

## مقدمه

### جوش پذیری چدن‌ها
در مقایسه با فولاد کربنی، چدن‌ها دارای قابلیت کم و محدود جوش پذیری هستند. در میان چهار نوع چدن، چدن با گرافیت کروی بهترین جوش پذیری را داراست و بعد از آن چدن چکش خوار قرار دارد. جوشکاری چدن خاکستری به مهارت و توجه ویژه نیاز دارد و چدن سفید را به دشواری بسیار زیاد می‌توان جوشکاری نمود. با این ملاحظات، دامنه جوشکاری چدن‌ها بسیار محدود می‌شود. صرفاً به تعمیر و اصلاح قطعات ریخته شده و بازسازی قطعات فرسوده و شکسته شده در کار منحصر می‌شود.

## دلایل جوش پذیری محدود چدن‌ها
1. به علت زیادی کربن در فلز مبنا، سیکل جوشکاری باعث ایجاد کاربیدهایی در فصل مشترک فلز جوش می‌شود. همچنین منجر به تشکیل فاز مارتنزیت پر کربن در بقیه منطقه حرارت پذیرفته فلز مبنا می‌شود. هر دوی این ریز ساختارها شکننده بوده و باعث ایجاد ترک در حین جوشکاری یا بعد از آن می‌شود. این مطلب در مورد تمامی انواع چدن‌ها مصداق دارد.
2. به علت ضعف چقرمگی، چدن قابلیت تغییر شکل پلاستیکی را ندارد. از این رو نمی‌تواند تنش‌های حرارتی ایجاد شده جوشکاری را تحمل نماید. هر چه نرمی (Ductility) چدن بهبود یافته باشد احتمال ترک خوردن آن کاهش می‌یابد. لذا چدن چکش خوار و چدن با گرافیت کروی کمتر از چدن خاکستری ترک خواهند خورد. برای اجتناب از تمایل منطقه حرارت پذیرفته به ترک خوردن، لازم است که قطعه چدنی را در موقع جوشکاری با قوس الکتریکی، با انرژی حرارتی کم، جوشکاری نمود. زیرا این روش باعث کاهش پهنای منطقه سخت و شکننده کنار فلز جوش می‌شود. برای غلبه بر سختی و تردی منطقه حرارت پذیرفته، اعمال تدابیری نظیر پیش گرمایش و خنک کردن تدریجی قطعه جوشکاری شده ضرورت دارد.
3. در مورد جوشکاری چدن با قوس الکتریکی دامنه درجه حرارت پیش گرم از درجه حرارت محیط کارگاه تا ۳۱۱ درجه سانتی گراد توصیه می‌شود. این حرارت برای جوشکاری با استیلن در محدوده ۱۱۱-۶۱۱ درجه سانتی گراد قرار دارد. چدن خاکستری به حرارت پیش گرم بیشتری و چدن با گرافیت کروی و چدن چکش خوار به درجه حرارت پیشگرم کمتری نیاز دارند.
4. درجه حرارت پیش گرم و محدوده آن، به نوع چدن، اندازه قطعه، روش جوشکاری، نوع الکترود و مقدار فلز جوشی که باید رسوب داده شود بستگی پیدا می‌کند. در مورد قطعات حساس ریختگری چدنی، درست پس از خاتمه جوشکاری عملیات تنش زدایی از طریق حرارت دهی قطعه تا حدود ۶۱۱ درجه سانتیگراد و نگهداری در این حرارت به مدت کافی صورت می‌پذیرد.

## انواع چدن

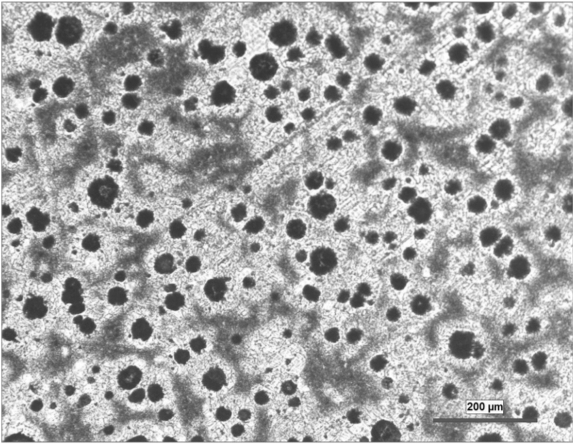
تصویر ریزساختار یک نوع چدن داکتیل در زیر یک میکروسکوپ نوری با بزرگنمایی ۱۰۰ برابر. چدن داکتیل به عنوان چدن گرافیت کروی یا چدن نشکن نیز شناخته می‌شود. چدن

1. چدن داکتیل
2. چدن خاکستری
3. چدن سفید
4. چدن مالیبل

## دلایل جوشکاری چدن
1. برطرف کردن بعضی عیوب ریخته‌گری مانند: حفره‌های گازی، حفره‌های ناشی از ریزش ماسه یا حبس سرباره و ترک‌های موضعی.
2. تعمیر قطعات مستهلک یا قطعات شکسته شده.
3. جبران خطاهای ناشی ماشینکاری اشتباه قطعات.

## مشکلات رایج در جوشکاری چدن[۱]
1. ایجاد ساختارهای ترد در منطقه مجاور جوش: بطورکلی در جوشکاری چدن‌ها فلز پایه تحت گرمایش و سرمایش بسیار شدیدی قرارگرفته و این امر منجر به رسوب کاربید آهن به منطقه خط ذوب می‌گردد و این منطقه ساختاری مشابه با چدن سفید می‌یابد. همچنین در منطقه تحت تأثیر حرارت نیز شاهد ایجاد فاز مارتنزیت هستیم.
2. تنش ناشی از حرارت جوشکاری: چدن‌ها به دلیل عدم انعطاف‌پذیری و عدم توانایی مقابله با تنشهای ناشی از سرد شدن پس از جوشکاری همواره در خطر وقوع ترک قرار دارند.
3. درصد بالای عناصر مضر: درصد بالای فسفر و اکسیژن در چدن‌ها منجربه ایجاد ترکیبات فلزی سخت با وجود عناصر آهن و کربن با نام کاربید آهن می‌گردد. پس از آن شاهد ایجاد ساختار سخت و ترد چدن سفید هستیم، در مجموع می‌توان گفت حل شدن عناصری همچون گوگرد و فسفر و اکسیژن منجر به افزایش خطر وقوع ترک خواهد شد.
4. عیوب ناشی از ریخته‌گری: چدنها اغلب شامل عیوبی همچون ناخالصی‌های ماسه ای و حفرات انقباضی می‌باشند که این امر منجربه عدم ذوب شدن کامل مذاب و ترشوندگی سطحی پایین فلز جوش بر سطح فلز پایه خواهد شد.
5. آلودگی سطحی: اغلب قطعات چدنی پس از سرویس دهی دارای سطحی آلوده به روغن هستند و این امر منجر به عیوبی همچون حفرات گازی پس از جوشکاری خواهد شد.
6. اثر شکل گرافیت در ساختار بر جوش پذیری چدن‌ها: جهت کاهش حضور ساختارهای کاربیدی و مارتنزیتی کربن بالا الزام است که ساختار گرافیتی به شکل کروی با نسبت پایین سطح به حجم موجود باشد. بر اثر کاهش سطح تماس گرافیت با شبکه آستنیتی، مقدار کربن در ساختار کاهش می‌یابد.

## نکات مهم دررابطه با جوشکاری چدن[۲]

### ۱. نکات مهم قبل از جوشکاری چدن
1. استفاده از الکترود جوشکاری نیکلی در جوشکاری الکترود دستی
2. استفاده از انرژی جوش کم
3. پیشگرم کردن
4. استفاده از پخ مناسب برای جوشکاری با درز پهن و باز در حدود ۶۰تا ۹۰ درجه
5. استفاده از شدت جریان کم
6. استفاده از الکترود با قطر کم

### ۲. نکات مهم در حین و بعد از جوشکاری چدن
1. عدم حرکت زیگزاگی الکترود جوشکاری به منظور تقلیل انرژی جوش
2. ضربه زنی به جوش بلافاصله بعد از جوشکاری
3. پسگرم یا PWHT کردن جوشکاری
4. استفاده از توالی جوشکاری مناسب

## روشهای رایج جوشکاری چدن:

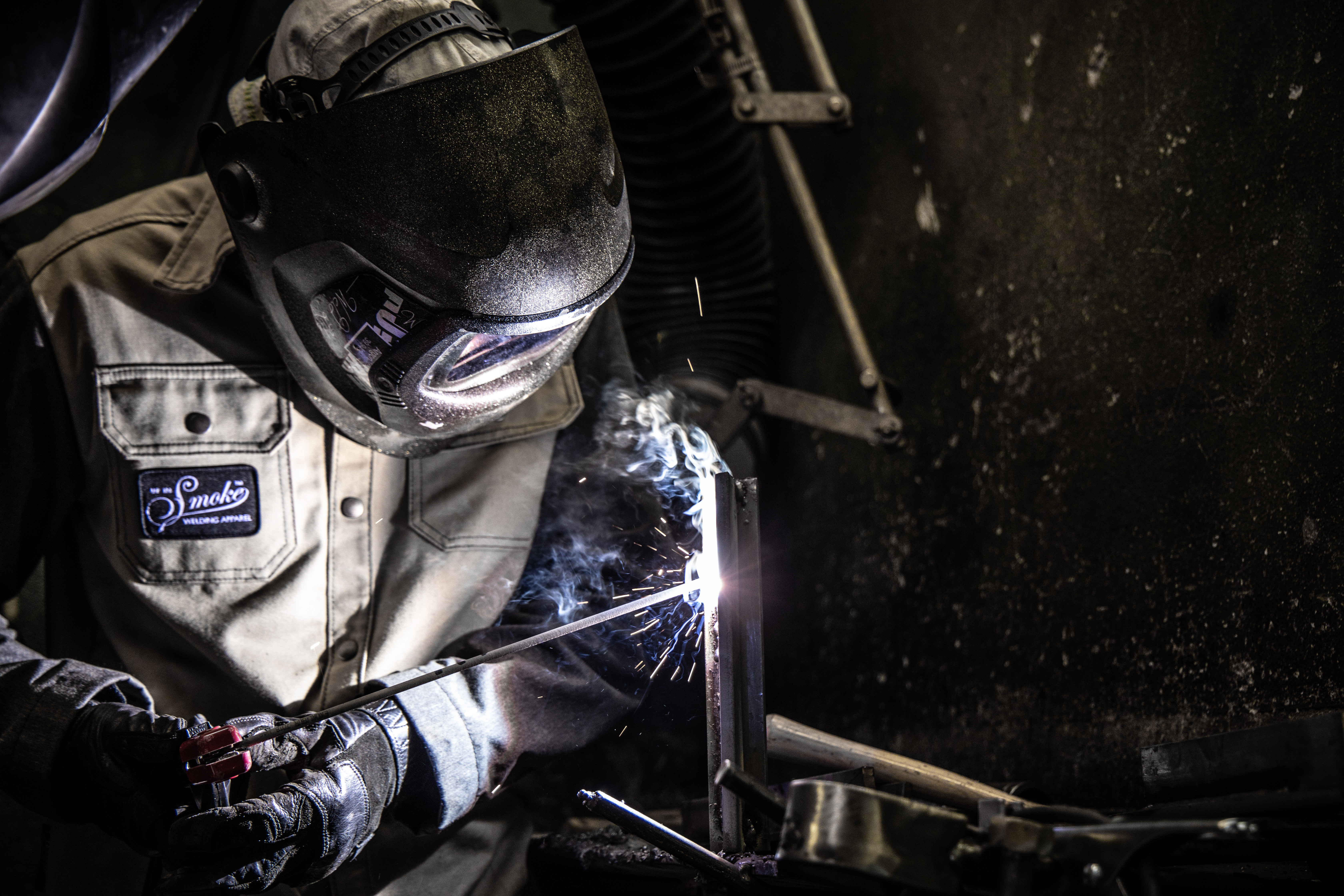
جوشکاری قوس الکتریکی فلز پوشش دار یا GMAW که در ایران به آن به صورت خلاصه «جوش برق» گفته می‌شود.

## روشهای رایج جوشکاری چدن:[۳][۴][۵]

### جوشکاری با قوس الکتریکی (الکترود دستی):
معمولاً الکترود فلزی برای جوشکاری چدن، نیکل یا آلیاژهای آن با آهن و مس انتخاب می‌شوند. در بعضی مواقع بر روی دو قطعه که قرار است به همدیگر متصل شوند ابتدا چندین لایه جوش، رسوب داده و سنگ می‌زنند و سپس آنها را در کنار یکدیگر قرار می‌دهند و با چندین پاس جوش می‌دهند. این عمل را لایه دادن (buttering) می‌گویند. در اتصال فلزات غیر هم جنس نظیر اتصال فولاد به چدن نیز این تکنیک استفاده می‌شود.
جوش سرد: در تکنیک جوش سرد، جهت جلوگیری از ایجاد منطقه ترد و شکننده در مجاورت جوش سعی می‌کنند تا از بالا رفتن درجه حرارت قطعه جلوگیری کنند و از الکترودهای کوچک استفاده می‌کنند.
جوش گرم: در جوشکاری گرم با پیش‌گرم کردن قطعه تا ۲۱۱ درجه سانتیگراد یا بیشتر و کنترل سرعت سرد شدن پس از عملیات جوشکاری، از به وجود آمدن فازهای ترد و تنش‌های زیاد در جوش و اطراف آن جلوگیری می‌شود.
که بطور کلی در ۸۰ درصد مواقع جوشکاری، استفاده از روش الکترود دستی برای چدنها کاربرد دارد. در این زمینه ۵۰ درصد استفاده جهت آماده‌سازی قطعه تولید شده معمولاً ریخته‌گری و در ۴۰ درصد مواقع جهت تعمیر و بهبود قطعه، استفاده از الکترود روکش دار رایج است. در ۱۰ درصد باقی مانده نیز اتصال چدنها به یکدیگر یا دیگر آلیاژها مطرح است. بطور کلی فلز جوش باید توانایی تحمل افزایش درصد کربن به دلیل امتزاج با فلز پایه را دارا باشد. به همین دلیل استفاده از الکترودهایی با مغزی نیکل و فوالدی کم کربن جهت اتصال و تعمیر چدنها توصیه می‌گردد.

### جوشکاری چدن با شعله اکسی استیلن یا جوش کاربید
جوشکاری قطعات چدنی با شعله اکسی استیلن بسیار متداول است و بطور وسیعی انجام می‌گیرد. قطعات کوچک تا ۱۱ کیلوگرم را می‌توان ابتدا با شعله پیش گرم کرد (۶۱۱ تا ۶۱۱ درجه سانتیگراد). ولی قطعات بزرگ را ابتدا در کوره پیش گرم می‌کنند سپس عملیات جوشکاری را انجام می‌دهند.
یکی از محدودیت‌های این فرایند، عدم تمرکز حرارت در مسیر اتصال در مقایسه با روش قوس الکتریکی است. گاهی مشکل پیچیدگی و تغییرات اندازه‌ها سبب می‌شود حرارت زیادی تلف شود. از طرفی سرعت سرد شدن فلز جوش کندتر از روش قوس الکتریکی است و احتمال سخت شدن مناطق اطراف جوش کمتر است.
در این فرایند می‌توان از مفتول چدنی مرغوب با حداقل گوگرد و فسفر یا مفتول مخصوص چدنی همراه با مقداری تیتانیم و سیلیسیم اضافی و احتمالاً منیزیم استفاده کرد. جهت محافظت از اکسیداسیون عناصر در جوش بهتر است از فالکس‌های مخصوص چدن استفاده شود. شعله مشعل برای جوشکاری چدن باید خنثی یا کمی احیایی باشد.

### جوشکاری قوسی با گاز محافظ (GMAW):
در این روش جوشکاری استفاده از روشهای انتقال مذاب اتصال کوتاه (Circuit Short) و جریان پالسی (Current Pulsed) اثر حرارتی کمی بر فلز پایه دارد و این امر منجر به کاهش شکل‌گیری ساختار کاربید آهن در منطقه تحت تأثیر حرارت و در نتیجه آن کاهش خطر وقوع ترک می‌گردد. علاوه بر این حرارت ورودی کمتر منجر به امتزاج کمتر فلز پایه با فلز جوش شده و این امر وقوع ترک را بیش از پیش ناممکن می‌سازد. استفاده از روش انتقال مذاب افشانه ای زمانی قابل استفاده است که جوشکاری بر روی چدنهایی با استحکام پایین و انعطاف‌پذیری بالا مطرح باشد. گاز محافظ مورد استفاده برای این دسته از مواد می‌تواند موارد زیر باشد: (CO2%100) & (CO2%25-Ar%75) & (O2%2-Ar%98)

### جوشکاری با گاز محافظ خنثی(GTAW)
استفاده از این روش جوشکاری برای تعمیرات عیوبی چون حفرات گازی ناشی از ریخته‌گری کاربرد دارد و اکثر فیلرهای کاربردی این روش از جنس چدن داکتیل، نیکل، نیکل آهن و نیکل آهن منگنز می‌باشند.

### جوشکاری زیر پودری (SAW):
در این روش استفاده از فیلرهایی با کد CI-ERNiFeMn و CI-ENiFeT3 با پودر مناسب جهت جوشکاری انواع چدنها کاربرد دارد. لازم است ذکر شود در این روش جوشکاری استفاده از مفتولی با قطر کم و جریان و سرعت پایین پیشنهاد می‌گردد. از این روش جوشکاری جهت تعمیر طبله‌های نگهدارنده کابلها و هر شی ای با سطح سیلندری استفاده می‌شود.

## الکترودهای جوشکاری چدن

### انواع الکترودهای جوشکاری چدن
در جوشکاری چدن چندین نوع الکترود برای این منظور وجود دارد. این الکترودها دارای مفتول‌هایی از جنس فولاد نرم یا نیکل خالص یا مونل یا فرو نیکل، یا قلع برنز یا آلومینیوم برنز با روکش‌های خاص خود هستند.
الکترود با مفتول فولاد نرم دارای روکش از نوع قلیائی کم هیدروژن است. در موقع جوشکاری چدن با این نوع الکترود، فلز جوش به علت جذب کربن از فلز مبنای چدنی سخت می‌شود و قابلیت ماشین کاری خود را از دست می‌دهد. ممکن است تحت تنش، تمایل به ترکیدن داشته باشد. به منظور اجتناب از ترک خوردن لازم است که جوشکاری با انرژی حرارتی کمی صورت گیرد تا از رقیق شدن فلز جوش با فلز مبنا کاسته شود. در مورد الکترودهای ویژه جوشکاری چدن که با مفتول نیکلی یا آلیاژهای نیکلی ساخته می‌شود، فلز جوش حاصل از این نوع از الکترودها قابلیت جذب کربن را تا ورای حد حلالیت دارا هستند.

### خواص الکترودهای جوشکاری چدن
در حین انجماد، فلز جوش، کربن اضافی را بصورت گرافیت پس می‌زند و بدین طریق افزایش حجمی ایجاد شده باعث کاهش تنش‌های باقیمانده در فلز جوش و منطقه حرارت پذیرفته HAZ می‌شود. فلز جوش الکترود با مفتول نیکل، نرمتر از فلز جوش الکترود با مفتول فرو نیکل است، ولی فلز جوش الکترود با مفتول نیکل مستحکم‌تر بوده و خاصیت ازدیاد طول بیشتر دارد. این نوع الکترود تحمل بیشتری نسبت به فسفر اضافی موجود در چدن را داراست و نسبت به گرم ترکیدن مقاوم‌تر است. برای ایجاد جوش اتصالی ما بین چدن با فولاد نرم یا با فولاد ضد زنگ یا با آلیاژهای نیکلی، الکترود با مفتول فرونیکل را باید توصیه کرد.